# Список футбольних клубів Азербайджану
Список футбольних клубів Азербайджану.

## Список клубів

### А
- АБН Барда
- Авей
- Автомобілчі
- Адлійя
- АЗАЛ
- Азері
- АНС Півань
- Абшерон

### Б
- Баку
- Бакили

### Г
- Габала
- Гафгаз університету
- Гёязань
- Гянджларбірлійі

### З
- Зіра

### Д
- Дашгин
- Джидир

### І
- Інтер
- Іншаатчи Баку
- Іншаатчи Сабирабад

### К
- Кавказ
- Каїнатом
- Карабах
- Карабах Ханкенді
- Карадаг Локбатан
- Карат
- Карван
- Кяпаз

### Л
- Локомотив

### М
- Масалли
- МКТ-Араз
- МОІК
- Мугань

### Н
- Нарзан
- Нафтогаз
- Нефтчала
- Нефтчі
- Нефтчі ІСМ

### П
- Памбигчі Барда
- Памбигчі Нефтечала
- Пластик

### Р
- Рявала

### С
- Сімург
- Сіяблі
- Спартак Баку
- Спартак Куба
- Стандард
- Сумгаїт

### Т
- Туран

### У
- Умід Баку
- Умід Джалилабад

### Ф
- Фарід
- Феміда

### Х
- Хазар
- Хазар-Ланкаран
- Хазрі Бузовна

### Ч
- Чираггала

### Ш
- Шамкір
- Шафа
- Шахдаг
- Шуша

### Е
- Енергетик